# Солунски безистен
Солунският безистен (на гръцки: Μπεζεστένι Θεσσαλονίκης) е османска търговска постройка, безистен, от XV век в град Солун, Гърция. Намира се на кръстовището на улица „Венизелос“ и улица „Соломос“, срещу Хамза бей джамия и старото кметство. Днес безистенът продължава да помещава малки магазини, предимно за дрехи.
Безистенът е сред първите османски паметници в Солун. Според Апостолос Вакалопулос и Василис Димитриадис сградата е построена в началото на XV век при Баязид II (1481 - 1512). Същата хронология дава и Екрем Хакъ Айверди. Клаус Крайсер смята, че сградата е от втората половина на XV век. Според Мустафа Джезар е построен от османския султан Мехмед II (1455 - 1459). Сградата е държавна собственост и веднага след построяването си е вакъфирана.
Заедно със Серския и Лариския е един от трите безистена запазени в Гърция.